# Damián de Pavía
Damián de Pavia fue obispo de Pavía, que medió entre los lombardos y los emperadores del Imperio bizantino y se opuso a los heréticos monotelistas. Es venerado por diferentes confesiones cristianas. 

## Biografía
La información sobre el obispo San Damián de Pavía no son muchas, pero están bien documentadas. Hace referencia de él Pablo el Diácono, autor de Historia Langobardorum como una persona de gran santidad y con un gran amor de doctrina profunda.
En 679, cuando aún era un sacerdote de la iglesia de Orleans, colaboró con el obispo Mansueto en la redacción de una carta al emperador bizantino Constantino Pogona, al que se le acusó haber abrazado la herejía llamada monotelismo (una variante del arrianismo, la doctrina heterodoxa, según la cual, Jesucristo estuvo presente sólo en la naturaleza humana y no divina). Esta carta fue leída en el Concilio de Constantinopla de 680-681 y ha contribuido a la afirmación de la doctrina correcta.
Ofreciéndose como mediador, fue capaz de limar asperezas entre los bizantinos y lombardos, por lo que la ciudad y el territorio de Pavía se salvó de los horrores de la guerra. Construyó una nueva residencia para el obispo, y unas termas públicas para todos los ciudadanos.
Se cuenta que en razón de la peste de Pavía obtuvo de Roma una reliquia del mártir san Sebastián, al cual consagró un altar en la iglesia de San Pietro in Vincoli; y la epidemia cesó inmediatamente. Según la leyenda, aquella noche se vieron dos ángeles: el de la vida, con una espada de fuego, en la calle principal (Strada Nuova) expulsando al ángel de la muerte. En recuerdo de esta visión, un ángel aparece dibujado en la fachada de una casa en la intersección de la Strada Nuova y Via Volturno Gatti de Pavia.
En las controversias políticas y religiosas de su tiempo, San Damián, siempre trató de preservar el bien de la Iglesia y sus fieles, hablando incansablemente con todos. Cuando en 688 Alachise usurpó la corona del rey de los lombardos, el santo se prestó en aras de la paz y se rindió a sus pies a pesar de la humillación. 
Murió el 12 de abril 710 o 711. Su cuerpo fue enterrado en la iglesia de San Nazario (que ya no existe) y luego se trasladó a la Catedral.